# Лайон, Джеймс
Джеймс Лайон (англ. James Lyon) — американский хакер и программист, один из разработчиков языка программирования INTERCAL.
В 1972 году будучи студентом Принстонского университета совместно с Доном Вудсом создал язык программирования INTERCAL. Окончив Принстон, Лайон устроился на работу в Tandem Computers.
В 1996 году стал сотрудником компании Microsoft и участвовал в разработке Exchange Server, SQL Server, COM и Transaction Server. Больше всего известен работой над Windows Home Server Computer Backup.